# Рон Кеппс
Рон Кеппс — письменник, ветеран армії США, ветеран бойових дій в Афганістані, учасник місій в Дарфурі, Чаді й у Центральноафриканській республіці. Засновник Veterans Writing Project — некомерційної організації, яка проводить безплатні майстер-класи з письма для ветеранів та інших учасників. Кеппс також написав книжку «Серйозно не все гаразд: п’ять воєн за десять років» (англ. Seriously Not All Right: Five Wars in Ten Years), в якій докладно описав свій власний досвід  ПТСРу (посттравматичного стресового розладу).

## Служба
1983 року Кеппс вступив до Корпусу підготовки офіцерів запасу (ROTC) і був зарахований до Національної гвардії армії Вірджинії, одночасно навчаючись в Університеті Олд Домініон. 1985 року здобув ступінь бакалавра мистецтв з англістики. 1986 року вступив до 11-го бронетанкового кавалерійського полку в Німеччині. Через три роки перейшов на роботу у військову розвідку в Кореї, де служив офіцером зв’язку США з Корейським оборонним розвідувальним управлінням, а потім у 5/17-му кавалерійському ескадроні 2-ї піхотної дивізії.
Кеппс повернувся до Сполучених Штатів і пройшов навчання в Кемп-Пірі як військовий оперативний співробітник, а також здобув ступінь магістра вільних мистецтв в Університеті Джона Гопкінса. 1994 року перейшов до армійського резерву та почав працювати офіцером дипломатичної служби в Державному департаменті.
З 1996 по 2002 рік Кеппс служив офіцером дипломатичної служби у Камеруні, Центральноафриканській Республіці, Косово та Руанді. Водночас, на ці шість років армія впровадила його офіцером розвідки в Уганду та Заїр. Після терактів 11 вересня він служив солдатом у складі 18-го повітрянодесантного корпусу та розвідувального управління Міністерства оборони в Афганістані. Пізніше його відрядили солдатом у Дарфур і Чад, а також офіцером дипломатичної служби в Ірак і Дарфур.
Упродовж кар'єри Кеппс по роботі часто стикався із вбивствами, зґвалтуваннями і геноцидом. Кеппсові постійно снилися моторошні кошмари. Армійський психіатр діагностував йому посттравматичний стресовий розлад і депресію, і призначив прозак. У 2006 році він ледь не скоїв самогубство. Його евакуював зі служби регіональний медичний працівник Державного департаменту.

## Після відставки
Після медичної евакуації Кеппс повернувся до Державного департаменту як експерт з Дарфуру та Чаду. 2009 року звільнився з державної роботи та почав здобувати ступінь магістра письменства в Університеті Джона Гопкінса.
Через три роки заснував Veterans Writing Project. Ця неприбуткова організація проводить безплатні письменницькі майстер-класи та семінари для ветеранів і військовослужбовців, а також дорослих членів їхніх родин.
Як позаштатний автор Кеппс часто пише статті про ПТСР. Серед іншого, його праці було опубліковано в журналах Time Magazine, NPR і New York Times. 2014 року він видав свою першу книгу «Серйозно не все гаразд: п’ять війн за десять років». В ній він описав свій досвід життя із посттравматичним стресовим розладом і службу під час воєн у Центральній Африці, Косово, Афганістані, Іраку та Дарфурі.

## Нагороди та визнання
Три есеї Кеппса увійшли до списку "Найкращі американські есеї": у 2012, 2014 та 2015 роках. Його есей Writing My Way Home відзначено особливим визнанням від Pushcart Prize 2015 року. З подання Білла Рорбаха есей IPod французького лейтенанта посів 1-ше місце під час щорічної премії Press 53 2011 року.
У квітні 2017 року Кеппс та заснована ним некомерційна організація Veterans Writing Project здобули нагороду Енн Смедінггоф від Симпозіуму з питань закордонних справ Університету Джона Гопкінса.
2007 року Кеппс одержав нагороду Вільяма Р. Рівкіна Американської асоціації дипломатичної служби за «інтелектуальну сміливість і творче використання інакодумання в зовнішній політиці». Нагороду вручили на знак визнання телеграми Держдепартаменту, яку Кеппс написав коли був політичним офіцером у посольстві в Хартумі, в якій ставив під сумнів політику уряду США в Дарфурі. Депеша під назвою «Дарфур: хто проситиме вибачення» була секретною, однак внаслідок витоку інформації потрапила до блогера Еріка Рівза, який навів уривки з неї в довгому дописі в блозі. Кеппс надав копію чернетки телеграми дослідниці Ребеці Гамільтон, яка згадала про неї в книжці «Боротьба за Дарфур: громадські дії та боротьба за зупинку геноциду». Копія нотаток Кеппса розміщена на сайті Архіву національної безпеки.

## Публікації
- Capps, Ron (2014). Seriously Not All Right: Five Wars in Ten Years. Schaffner Press, Inc. ISBN 9781936182589. OCLC 862098859.
- Capps, Ron (2013). Writing War: a Guide to Telling Your Own Story [Як писати про війну: як розказати власну історію]. Veterans Writing Project. ISBN 9781466435025. OCLC 825050133.